# سيلفيو هوفمان مازي
سيلفيو هوفمان مازي (بالبرتغالية: Sylvio Hoffman Mazzi‏) الشهير باسم سيلفيو (15 مايو 1908 - 15 نوفمبر 1991) لاعب كرة قدم برازيلي راحل كان يجيد اللعب في خط الدفاع.
لعب طوال مسيرته الرياضية في أندية فاسكو دا غاما (1925-1926) فلومينينسي (1927-1928) ساو كريستوفاو (1929) سانتوس (1930-1932) بنيارول (1933) ساو باولو (1933-1934) بوتافوغو (1934-1935).
مثل منتخب البرازيل في مباراتين (1930-1937). شارك مع منتخب البرازيل في بطولة كأس العالم 1934 في إيطاليا حيث خرج من الدور الثمن النهائي.

## وصلات خارجية
- سيلفيو هوفمان مازي على موقع قاعدة بيانات كرة القدم.إي يو (الإنجليزية)
- سيلفيو هوفمان مازي على موقع ناشيونال فوتبول تيمز (الإنجليزية)
- سيلفيو هوفمان مازي على موقع Soccerway.com (الإنجليزية)
- سيلفيو هوفمان مازي على موقع عالم كرة القدم.نت (الإنجليزية)

- سيرة ذاتية